# Elaphoglossum firmum
Elaphoglossum firmum là một loài dương xỉ trong họ Dryopteridaceae. Loài này được Mett. ex Kuhn Underw. mô tả khoa học đầu tiên.